# Yasuko to Kenji
Yasuko to Kenji ( ヤスコとケンジ ? ) è in origine una serie shōjo manga scritta ed illustrata da Aruko e pubblicata a partire dal 2005. Nel 2008 è stata adattata in un dorama trasmesso su Nippon Television.

## Trama
La vicenda si concentra su un giovane di nome Kenji e sulla sua sorellina Yasuko. I loro genitori sono morti in un incidente 10 anni prima; il ragazzo era in principio il capo di una banda di teppisti da strada, ma per aiutare e mantenere Yasuko, unica parente che gli è rimasta ha cominciato a lavorare come disegnatore di manga shōjo.
Normalmente indossa gli occhiali e allora sembra essere in apparenza un ragazzo gentile e cortese; ma ogni qualvolta se li toglie ecco riapparire in lui il suo lato violento nascosto: questo accade tutte le volte che cerca di proteggere la sorella da qualche pericolo.
Una parte della storia segue poi l'innamoramento di Yasuko nei confronti di un uomo intelligente e di bell'aspetto di nome Jun: la sorella maggiore di Jun, Erika, che ora gestisce un negozio di fiori, era a sua volta in passato leader di una gang femminile... ed era sempre stata innamorata di Kenji.

## Protagonisti
- Masahiro Matsuoka - Oki Kenji
- Ryōko Hirosue - Tsubaki Erika
- Mikako Tabe - Oki Yasuko
- Yuki Yagi - Yasuko da bambina
- Tadayoshi Okura - Tsubaki Jun
- Sayaka Yamaguchi - Miyazono Kaori
- Shinji Uchiyama - Mosu
- Gota Watabe - Ajidasu
- Ayu Higashi - Aki
- Egashira Yui (江頭由衣) as Chisato
- Haruna Kojima - Shingyoji Hiyoko
- Natsumi Nishida - Rumi
- Kana Matsumoto - Ayame
- RIKIYA as Aota<
- HIRO as Akagawa
- Daisuke Shima - Shibuya Masaru
- Atsuko Sakurai - Hoshikawa Yukiko

## Episodi
1. My older brother used to be in a biker gang! I will protect my little sister... This is my justice!
2. The confession of a pure-hearted female biker gang boss!
3. Rampage!! The arranged marriage strategy: fried eggs of tears
4. A teary-eyed birthday present for my little sister
5. Tsubaki's rival in love!? I'll protect Yasuko
6. The pure love between two ex-yankees is lost
7. They know his true identity!? The cosplay double strategy
8. For you, brother! A teary-eyed manga illustrator comeback strategy!
9. A sad conclusion... Save your younger sister's first love!
10. The fate of a 10-year love... We've got you covered, brother!